# The Sins of the Children
The Sins of the Children is een Amerikaanse dramafilm uit 1930 onder regie van Sam Wood. 

## Verhaal
De Duits-Amerikaanse kapper Adolf Wagenkampf wil zijn spaarcenten investeren in onroerend goed en in een bedrijf. In plaats daarvan moet hij een ziek kind naar een sanatorium sturen. Zijn vriend Joe Higginson wordt een machtig man, terwijl Adolf een eenvoudige kapper blijft.

## Rolverdeling
| Acteur            | Personage            |
| ----------------- | -------------------- |
| Louis Mann        | Adolf                |
| Robert Montgomery | Nick Higginson       |
| Elliott Nugent    | Johnnie              |
| Leila Hyams       | Alma                 |
| Clara Blandick    | Martha Wagenkampf    |
| Mary Doran        | Laura                |
| Ralph Bushman     | Ludwig               |
| Robert McWade     | Joe Higginson        |
| Dell Henderson    | Ted Baldwin          |
| Henry Armetta     | Tony                 |
| Jane Reid         | Katherine            |
| James Donlan      | Bide Taylor          |
| Jeane Wood        | Muriel Stokes        |
| Lee Kohlmar       | Dr. Heinrich Schmidt |